# شینی ۱۷۸۷
سیارک ۱۷۸۷ (به انگلیسی: 1787 Chiny، نامگذاری:1950SK) هزار و هفتصد و هشتاد و هفتمین سیارک کشف شده‌است که در ۱۹ سپتامبر ۱۹۵۰ کشف شد.
قدر مطلق سیارک برابر ۱۱٫۷۰ است.